# جين ليندسي
جين ليندسي (بالإنجليزية: Jenn Lindsay)‏ هي مغنية ومغنية مؤلفة وملحنة أمريكية، ولدت في 18 أكتوبر 1978 في أماريلو في الولايات المتحدة.

## وصلات خارجية
- الموقع الرسمي